# TechnoMage: The Return of Eternity
ТехноМаг (англ. Technomage: Return Of Eternity) — компьютерная игра, выпущенная немецким разработчиком игр Sunflowers. Игра была реализована только для PAL-систем.

## Сюжет
Главный герой, Мелвин, должен спасти мир Готоса от разрушения. Народ мира Готос разделен на две нации — использующих магию Мечтателей, и использующих механизмы Техников (англ. Steamers). Мелвин наполовину Мечтатель, наполовину Техник. Действие начинается в родном Городе Мечтателей (англ. Dreamertown), который был атакован монстрами. Его несправедливо обвинили, и решили изгнать на Городском Совете. Его дядя помогает ему освоиться с оружием, по ходу обучая "базису", готовя к изгнанию. Таким образом игроку показывают его возможности. После этого Мелвин покидает Город Мечтателей, направляясь в Город Техников (англ. Steamertown) в поисках отца.
После Города Техников Мелвин спускается в туннели под городом, зовущиеся "Ульем" (англ. The Hive), где пропал его отец. Как выясняется, "Улей" - широкая сеть, построенная бывшими правителями Готоса. Он содержит склепы, библиотеки и лаборатории; здесь Мелвин находит первый Кристалл Вечности. Покинув Улей, он вступает в Великий Лес (англ. Great Forest), населенный феями. Они страдают от набегов гоблинов, которых останавливает Мелвин, после чего отправляется в путешествие с парой торговцев Шачей, направляющихся в Каньон. Здесь Мелвин встречает Дагомара, последнего из бывших хозяев Готоса. Он ведет себя как наставник и гид Мелвина. Также Мелвин встречает в каньоне Талис, девушку, живущую в уединении по причине того, что она тоже наполовину Мечтатель, наполовину Техник.